# Jacques Malaterre
Jacques Malaterre (Aviñón, Vaucluse) es un director de cine y teatro francés. 

## Datos biográficos y profesionales
Fue profesor para niños discapacitados y promotor de emisoras de radios libres hasta 1989. 

### Director de documentales sobre prehistoria
Malaterre es reconocido como director de documentales, y documentales de ficción emitidos en televisión. Entre estos destacan:
Documentales sobre prehistoria:
- 2003 - La odisea de la especie (L'Odyssée de l'espèce) - La odisea de la especie I
- 2005 - Homo sapiens - La odisea de la especie II
- 2007 - El amanecer del hombre (Le Sacre de l'homme) - La odisea de la especie III

Malaterre, en sus documentales sobre prehistoria y evolución humana ha contado con la dirección científica de Yves Coppens y un éxito de audiencia entre el público.

### Director de documentales sobre historia
En 2009, dirigió para la télévision documentales de ficción en la serie Ce jour-là tout a changé:
- L'Assassinat d'Henri IV con Arnaud Bédouet en el papel del Rey.
- L'évasion de Louis XVI
- Le sacre de Charlemagne

### Película sobre la prehistoriale dernier Néandertal
El 29 de septiembre de 2010 se estrenó en Francia Ao, le dernier Néandertal, una adaptación de la novela de Marc Klapczynski, Ao l'homme ancien.
- 2010 - Ao, le dernier Néandertal